# I'm Real
Singles de Jennifer Lopez
Ain't It Funny
(2001) Ain't It Funny (Murder Remix)
(2002)
Singles par Ja Rule
I Cry
(2001) Livin' It Up
(2001)
Pistes de J.Lo
Love Don't Cost a Thing
(1) Play
(3)
I'm Real est une chanson de l'artiste américaine Jennifer Lopez en collaboration avec le rappeur américain Ja Rule sortie le 15 août 2001. I'm Real' existe en deux versions, la version originale est extrait du second album studio de Jennifer Lopez J.Lo (2001), la deuxième version est un remix crédité : I'm Real (Murder Remix) inclus dans la réédition de J.Lo.

## Formats et liste des pistes
CD 1
1. "I'm Real" (Murder Remix featuring Ja Rule) - 4:22
2. "I'm Real" (Radio Edit) - 4:18
3. "I'm Real" (Album Version) - 4:58
4. "I'm Real" (Dezrok Club Mix) - 4:32
5. "I'm Real" (Dreem Teem Master) - 5:21
6. "I'm Real" (Pablo Flores Club Mix) - 3:30
7. "I'm Real" (André Betts Remix) - 3:59

CD 2
1. "I'm Real" (Murder Remix featuring Ja Rule) (Clean/Edited Version) - 4:22
2. "I'm Real" (Album Version) - 4:58
3. "I'm Real" (Dezrok Vocal Radio Edit) - 3:48
4. "I'm Real" (Dreem Teem UK Garage Mix) - 4:00
5. "I'm Real" (D. MD Strong Club) - 4:20
6. "I'm Real" (Pablo Flores Euro-Dub) - 2:59

Australie Single CD 2
1. "Im Real" (Murder Remix Featuring Ja Rule)
2. "Im Real" (Radio Edit)
3. "Im Real" (Dezrok Vocal Radio Edit)
4. "Im Real" (Dreem Teem UK Garage Mix)
5. "Im Real" (D-ND Strong Club)
6. "Im Real" (Pablo Flores Euro-Dub)

## Classements et successions
| Classement (2001)                       | Meilleure position |
| --------------------------------------- | ------------------ |
| Australie (ARIA)                        | 3                  |
| Autriche (Ö3 Austria Top 40)            | 25                 |
| Belgique (Flandre Ultratop 50 Singles)  | 8                  |
| Belgique (Wallonie Ultratop 50 Singles) | 5                  |
| Canada Canadian Hot 100                 | 6                  |
| Danemark (Tracklisten)                  | 8                  |
| Europe (Hot 100)                        | 9                  |
| Finlande (Suomen virallinen lista)      | 16                 |
| France (SNEP)                           | 3                  |
| Allemagne (Media Control Charts)        | 11                 |
| Irlande Singles Chart                   | 13                 |
| Italie Classement single FIMI           | 6                  |
| Pays-Bas (Nederlandse Top 40)           | 2                  |
| Nouvelle-Zélande (RMNZ)                 | 3                  |
| Norvège (VG-lista)                      | 4                  |
| Suède (Sverigetopplistan)               | 8                  |
| Suisse (Schweizer Hitparade)            | 6                  |
| Royaume-Uni UK Singles Chart            | 4                  |
| États-Unis Billboard Hot 100            | 1                  |
| États-Unis Latin Pop Songs              | 28                 |
| États-Unis Pop Songs                    | 1                  |
| États-Unis Hot R&B/Hip-Hop Songs        | 2                  |
| Roumanie Top 100                        | 20                 |

| Pays | Classement                   | Position |
| ---- | ---------------------------- | -------- |
| 2001 | Australie Classement single, | 53       |
| 2002 | Australie Classement single, | 41       |

| Pays             | Organisme | Certification | Ventes  |
| ---------------- | --------- | ------------- | ------- |
| Australie        | ARIA      | Platine       | 70,000  |
| France           | SNEP      | Argent        | 171,000 |
| Nouvelle-Zélande | RIANZ     | Or            | 7,500   |

## Vidéos musicales
Les clips de « I'm Real » ont tous deux été réalisés par Dave Meyers et filmés en juillet 2001. suivi de sa sortie en single aux États-Unis. Le clip de la version originale montre Lopez conduisant une moto à la campagne, Meyers notant que cela « avait l'air très campagnard ». Le futur mari de Lopez, Cris Judd, apparaît en tant que danseur dans le clip ; Le clip comprenait également des apparitions de Ja Rule, Irv Gotti et du mannequin de sous-vêtements Travis Fimmel. Selon Meyers, « nous avons terminé ce clip très rapidement, l'avons retourné et avons ensuite tourné le clip du remix. » Le réalisateur a déclaré : « Nous avons fait sortir Ja et puis Irv a secoué la tête et a dit : "Non, tout ça ne va pas". Il a dit : "Dave, regarde ça : nous venons de remixer la chanson. C'est chaud. Nous devons emmener Jennifer et Ja dans le quartier, pas dans la nature, pas dans les roseaux". Le tournage a donc duré une journée. Ensuite, bien sûr, c'est le clip du remix qui a explosé. »

Le deuxième clip vidéo présente une variété de décors, notamment une maison délabrée, une piscine et un terrain de basket. Meyers a déclaré : « J'étais vraiment prêt à capturer la version la moins soignée des deux. L'équipe de Murder Inc. à cette époque était axée sur le plaisir, et je pense que Jennifer était certainement également contaminée par cette énergie. » Ja Rule a décrit le processus de création du remix et de tournage du clip comme « le délai d'exécution le plus rapide probablement jamais atteint pour un disque. Du moment où le disque a été écrit à la vidéo, il a fallu deux jours pour le tourner. C'était fait aussi vite. » Le survêtement rose en velours Juicy Couture porté par Lopez dans le clip du remix de Murder est devenu emblématique selon Vogue. Marianna Cerini de CNN a noté que le survêtement « a créé un engouement – et l'un des looks les plus omniprésents de la décennie », avec Vogue créditant le clip vidéo d'avoir mis Juicy Couture, auparavant une « marque peu connue basée à Los Angeles », « fermement sur la carte ». Le magazine Complex a écrit que la vidéo "dominait complètement TRL et à peu près tout MTV avec un visuel qui résume parfaitement l'esthétique des années 2000 d'un survêtement Juicy et de grosses lunettes de soleil."

La version remixée de Murder a remporté le prix du Meilleure vidéo hip-hop aux MTV Video Music Awards 2002.

### Version originale
La vidéo originale de "I'm Real" commence avec Lopez conduisant sur une autoroute sur une moto, passant devant plusieurs enfants souriants, qui arrêtent ce qu'ils font et courent après elle. Lopez est également vue dans une station-service, où elle s'arrête et se dirige vers la ville. Plusieurs autres personnes la regardent alors qu'elle se promène dans la ville, et on la voit plus tard manger de la glace avec des enfants, jusqu'à ce qu'elle remonte sur sa moto et redescende l'autoroute. Une série d'enfants courent après elle, et la musique s'arrête alors qu'elle monte sur une scène installée à flanc de colline ; où elle se lance dans une pause dansante sur "More Bounce to the Ounce" de Zapp. Ces scènes présentent le deuxième mari de Lopez, Cris Judd, comme danseur de fond. Pour le reste de la vidéo, Lopez continue de chanter, danser et divertir la foule sur scène pendant que la foule regarde avec plaisir. La vidéo présente également des apparitions de Ja Rule et Travis Fimmel.

### Murder remix
Un clip vidéo séparé a été tourné et août 2001. pour le Murder remix de I'm Real avec Ja Rule. Il s'ouvre avec Lopez s'appuyant sur une porte d'une maison urbaine à Los Angeles et chantant devant un fond rouge avec Ja Rule, qui est également vu marchant dans les rues de LA, avec un ballon de basket. Des hommes et des femmes sont ensuite vus dans divers endroits tels qu'un parc et une piscine. Lopez et Ja Rule sont ensuite vus ensemble sur un terrain de basket dans le refrain de la chanson. Ces lieux sont montrés pendant une partie importante de la vidéo, jusqu'à ce qu'ils soient tous les deux plus tard à une fête ; et assis ensemble dans un parc à regarder des enfants jouer.